# You-You (opérette)
Pour les articles homonymes, voir You-You.
You-You est une opérette en 3 actes de Jacques Ardot et Jacques Sirrah.

## Distribution

### Théâtre de l'Apollo
- Georges Morton : Sin-Sin-Gum
- Paul Faivre : Fauzi
- Roland Lenoir : Gontran
- A. Deriane : Yo-Ki-Ki
- Simone Judic : You-You
- Mary Richard : Tige de Bambou
- Yama : Kokoro et Pomme d'Amour
- Hélène Barty : Plume d'Alouette
- Robert Burnier : Jean

### Théâtre des Ternes
- Blanche Velna
- Daisy Montho
- Etiennette
- Simona
- Christiane Dalléry
- Donnio
- Berthier
- Rayval
- Forget
- Raclès

## Musique
- Pour l'amour de You-You
- Le Shimmy du chien